# تيليفلم كندا
تيليفيلم كندا هي شركة تابعة لشركات التاج الكندي تقدم تقاريرها إلى الحكومة الفيدرالية الكندية من خلال وزير التراث الكندي. يقع مقر الشركة في مونتريال، وتقدم خدمات للصناعة السمعية والبصرية الكندية مع أربعة مكاتب إقليمية في فانكوفر، كولومبيا البريطانية. تورونتو، أونتاريو؛ مونتريال، كيبيك. وهاليفاكس، نوفا سكوتيا. تتمثل المهمة الأساسية للشركة في تمويل وتعزيز الإنتاج الكندي من خلال صناديقها وبرامجها المختلفة.

## الوكالات الإقليمية
- صندوق PEI Film Media Fund (جزيرة الأمير إدوارد)
- مجلس كيبيك للسينما والتلفزيون (كيبيك)
- Creative BC (كولومبيا البريطانية)
- مانيتوبا فيلم وموسيقى (مانيتوبا)
- ألبرتا فيلم (ألبرتا)
- شركة Ontario Media Media Corporation (المعروفة باسم Ontario Creates) (أونتاريو)
- تعاونية صانعي الأفلام في نيو برونزويك (نيو برونزويك)
- شاشة نوفا سكوتيا (نوفا سكوتيا)
- شركة نيوفاوندلاند ولابرادور لتطوير الأفلام (نيوفاوندلاند ولابرادور)
- شركة نونافوت لتطوير الأفلام (نونافوت)
- يوكون للتنمية الإعلامية (يوكون)
- NWT Film Commission (الأقاليم الشمالية الغربية)

## روابط خارجية
- موقع Telefilm كندا
- Telefilm كندا: التاريخ
- أرشيف CBC الرقمي - أضواء ساطعة ، معارك سياسية: صناعة السينما الكندية